# فهرست مردمان باستانی ایتالیا
فهرست مردمان باستانی ایتالیا (انگلیسی: List of ancient peoples of Italy) این فهرست از مردمان باستانی که در ایتالیا زندگی می‌کردند و خلاصه‌ای از گروه‌هایی است که قبل و در طول گسترش روم و فتح گسترش روم در ایتالیا وجود داشتند. بسیاری از نام‌ها یا اختراعات علمی هستند یا درون‌نام و برون‌نام که توسط نویسندگان باستانی آثار به زبان یونانی باستان و لاتین تعیین شده‌اند. با توجه به نام‌های خاص قبایل و اقوام ایتالیایی باستان، پنجره زمانی که در آن مورخان نام‌های منسوب تاریخی مردم ایتالیای باستان را می‌شناسند، بیشتر به حدود ۷۵۰ سال قبل از میلاد می‌رسد (در بنیان پیدایش رم) تا حدود ۲۰۰ سال قبل از میلاد (در جمهوری روم میانه)، محدوده زمانی که در آن بیشتر اسناد مکتوب برای اولین بار از این نام‌ها وجود دارد و قبل از یکسان‌سازی تقریباً کامل یا رومی‌سازی مردم ایتالیا به فرهنگ روم باستان است.